# Escuela de Ingeniería de Barcelona Este

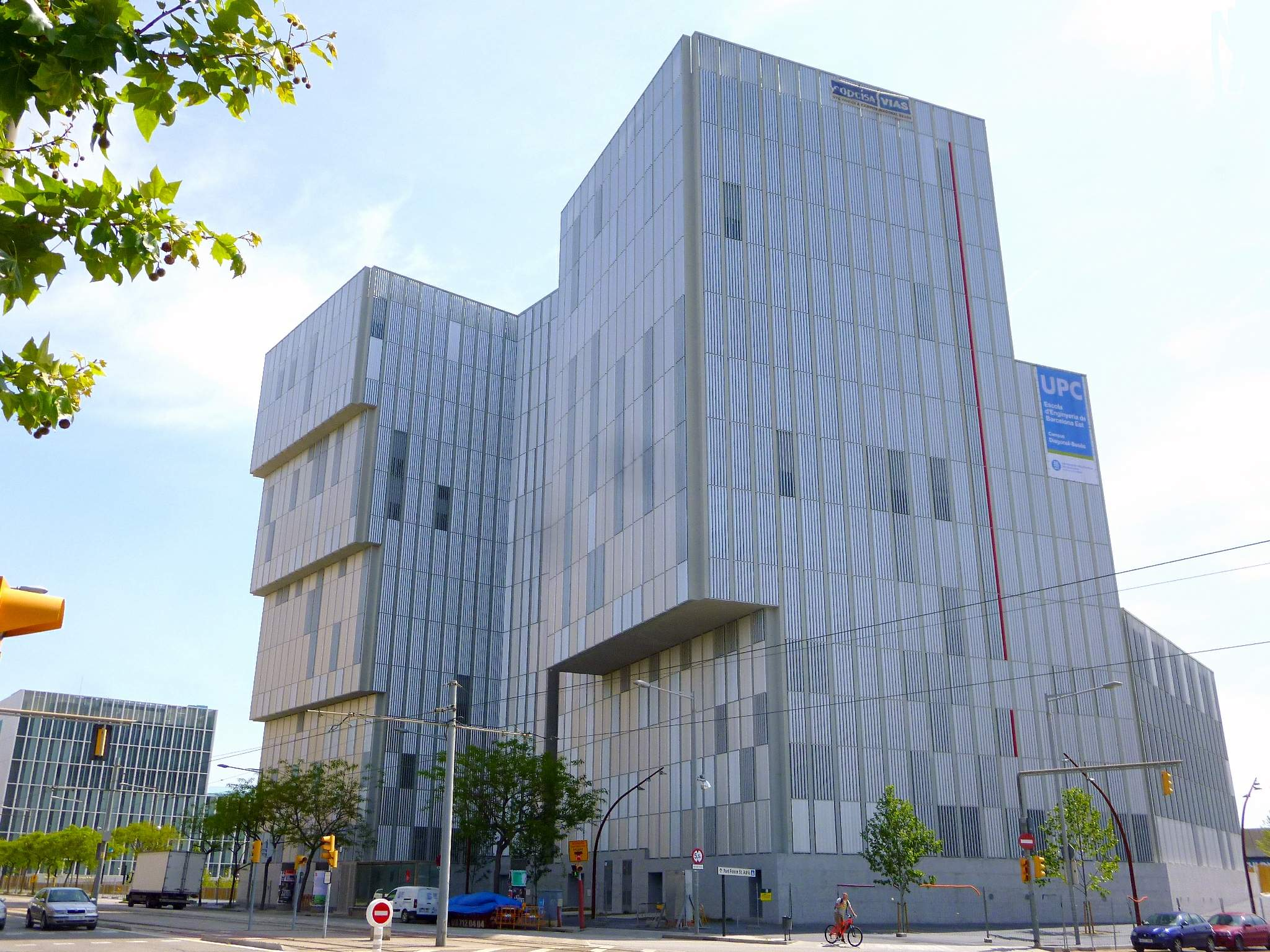
Escuela de Ingeniería de Barcelona Este (EEBE, UPC)

La Escuela de Ingeniería de Barcelona Este o EEBE, es una de las escuelas de ingeniería de la Universidad Politécnica de Cataluña (UPC). Entró en funcionamiento el curso académico 2016-2017 en el Campus Diagonal-Besòs de la UPC, con 3.500 estudiantes. Su oferta docente incluye diferentes grados, másters, programas de doctorado y acoge grupos de investigación, algunos de ellos integrados en el Centro de Innovación y Tecnología de la UPC (CIT UPC) y que forman parte también de la red TECNIO de la Generalidad de Cataluña. La EEBE es el núcleo principal del Campus Diagonal-Besòs, situado en el barrio de La Mina, entre las ciudades de Barcelona y San Adrián de Besós.

## Historia
La Escuela nació en 2016 con un carácter integrador, que quedaba patente en el hecho de que la EEBE aglutinaba las actividades de docencia y de investigación de la Escuela Universitaria de Ingeniería Técnica Industrial de Barcelona (EUETIB)y una parte de la docencia y la investigación vinculada a los ámbitos de la ingeniería química y de materiales de la Escuela Técnica Superior de Ingeniería Industrial de Barcelona (ETSEIB).
La EEBE se convirtió así en una nueva escuela de la UPC, especializada en docencia, investigación e innovación en los ámbitos de la ingeniería industrial, especialmente en las tecnologías química, de materiales, biomédica y de energía.

## Titulaciones

### Estudios de grado universitario
- Grado en Ingeniería Biomédica
- Grado en Ingeniería de la Energía
- Grado en Ingeniería de Materiales (posibilidad de doble titulación)
- Grado en Ingeniería Eléctrica
- Grado en Ingeniería Electrónica Industrial y Automática
- Grado en Ingeniería Mecánica (posibilidad de doble titulación)
- Grado en Ingeniería Química (posibilidad de doble titulación)

### Estudios de Máster
- Máster universitario en Ciencia e Ingeniería de Materiales
- Erasmus Mundus master's degree in Advanced Materials Science and Engineering (AMASE)
- Máster universitario en Ingeniería Química

### Estudios de Doctorado
- Programa de doctorado en Ciencia e Ingeniería de Materiales
- Programa de doctorado en Ingeniería de Procesos Químicos
- Programa de doctorado en Polímeros y Biopolímeros
- Erasmus Mundus Joint European Doctoral Programme in Advanced Materiales Science and Engineering

## Grupos de investigación
- Escuela de Ingeniería de Barcelona Este (EEBE, UPC)Biomecànica de l'Impacte (GRABI)

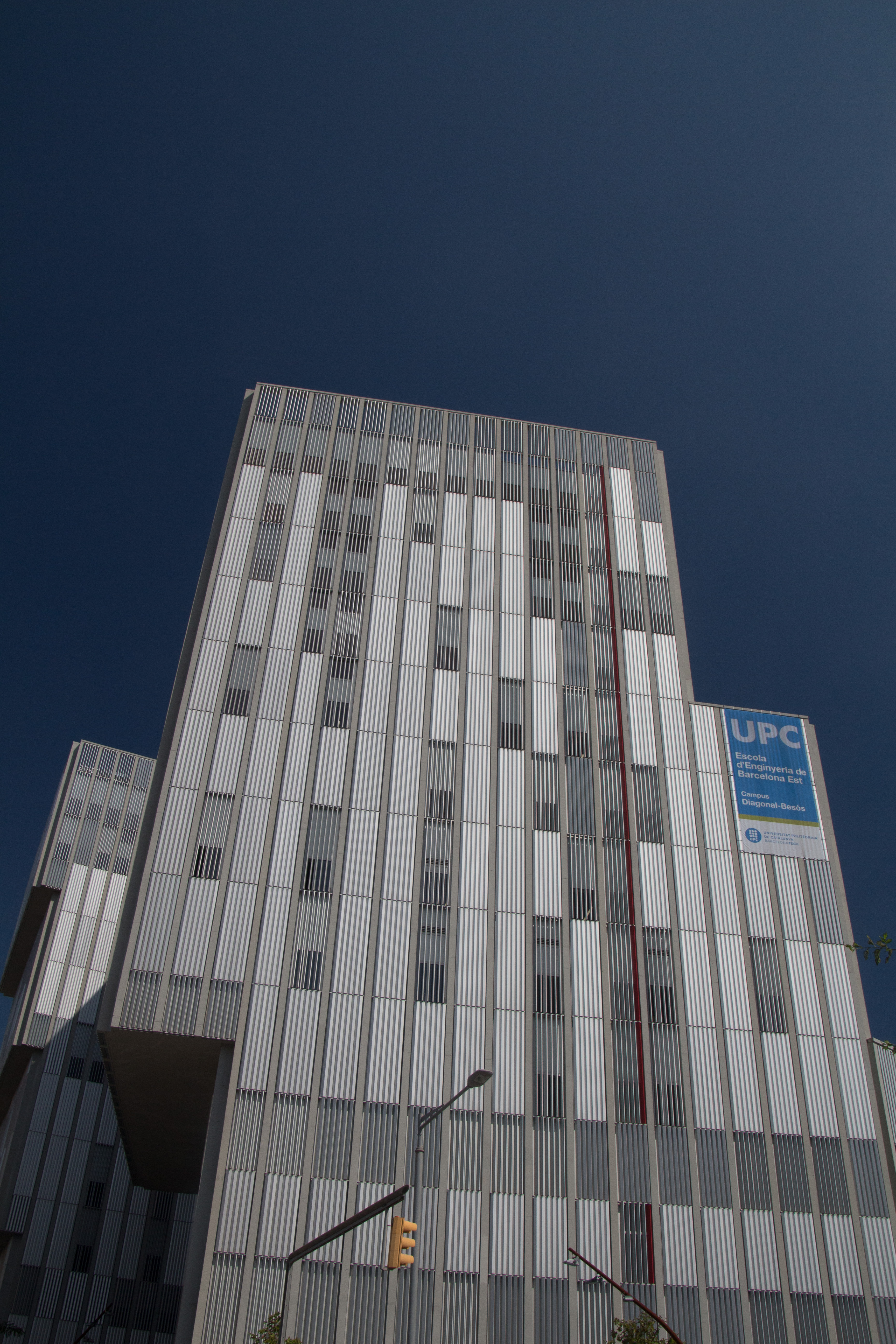
Escuela de Ingeniería de Barcelona Este (EEBE, UPC)

- Control, Dinàmica i Aplicacions (CoDAlab)
- Desenvolupament en Fabricació i Materials (DEFAM)
- Energia Elèctrica, Electrònica de Potència, Automatització i Control de Sistemes (E3PACS)
- Interacció de Superfícies (INSUP)
- Sostenibilitat, Humanisme i Tecnologia (SHT)
- Sostenibilitat en la Generació Distribuïda i les Energies Renovables (SGDER)
- Telegestió de Sistemes (GReTS)
- Laboratori d'Aplicacions Multimèdia (LAM)
- Laboratori de Càlcul Numèric (LaCàN)
- Combinatòria i Teoria del Potencial pel Control de Paràmetres en Xarxes (COMPTHE)
- Anàlisi de Senyals i Sistemes Interdisciplinars en Enginyeria (LASSIE), pertanyent al Centre de Recerca Biomèdica (CREB) que és centre TECNIO
- Centre de Desenvolupament Tecnològic de Sistemes d'Adquisició Remota i Tractament de la Informació (SARTI)
- Astronomia i Astrofísica (GAA)
- Caracterització de Materials (GCM)
- Enginyeria i Microbiologia del Medi Ambient (GEMMA)
- Nanoenginyeria de Materials Aplicats a l'Energia (NEMEN), de l'Institut de Tècniques Energètiques (INTE)
- Laboratori d'Acceleradors de Partícules (LAP), pertanyent al grup de recerca de Dosimetria i Radiofísica Mèdica (DRM) de l'Institut de Tècniques Energètiques (INTE)
- Tecnologia de polímeros compuestos (POLYCOM)
- Centro de Ingeniería de Procesos y Medio Ambiente (CEPIMA)
- Centre d'Estudis del Risc Tecnològic (CERTEC)
- Centre d'Integritat Estructural i Fiabilitat dels Materials (CIEFMA), que és centre TECNIO
- Biomaterials, Biomecànica i Enginyeria de Teixits (BBT)
- Innovació, Modelització i Enginyeria en (Bio) Materials (IMEM)
- Polímers Sintètics: Estructura i Propietats (PSEP)
- Processos de Conformació de Materials Metàl·lics (PROCOMAME)
- Recuperació de Recursos i Gestió ambiental (R2EM)